# Chapelle Sainte-Marie-d'en-Bas
La chapelle Sainte-Marie-d'en-Bas est une ancienne chapelle de l'Ordre de la Visitation dont la construction date du milieu du XVIIe siècle et située rue Très-Cloîtres au cœur du centre ancien de Grenoble. Actuellement propriété de la ville de Grenoble, elle est devenue le Théâtre Sainte-Marie-d’en-Bas.

## Histoire
De 1619 à 1621, les sœurs visitandines construisent un premier couvent sur la colline du Rabot et s’y installent.
En 1647, les sœurs du couvent Sainte-Marie-d’en-Haut acquièrent un terrain, au centre de la ville, pour installer un nouveau couvent dont les bâtiments conventuels sont aujourd’hui disparus. En 1652, les religieuses s’installent dans ce nouveau couvent qui devient indépendant. Au milieu du XVIIIe siècle, le roi Louis XV effectue un don au couvent et la chapelle reçoit deux nouveaux décors : un portail dorique et des vantaux sur la façade principale et un décor dorique à l’intérieur.

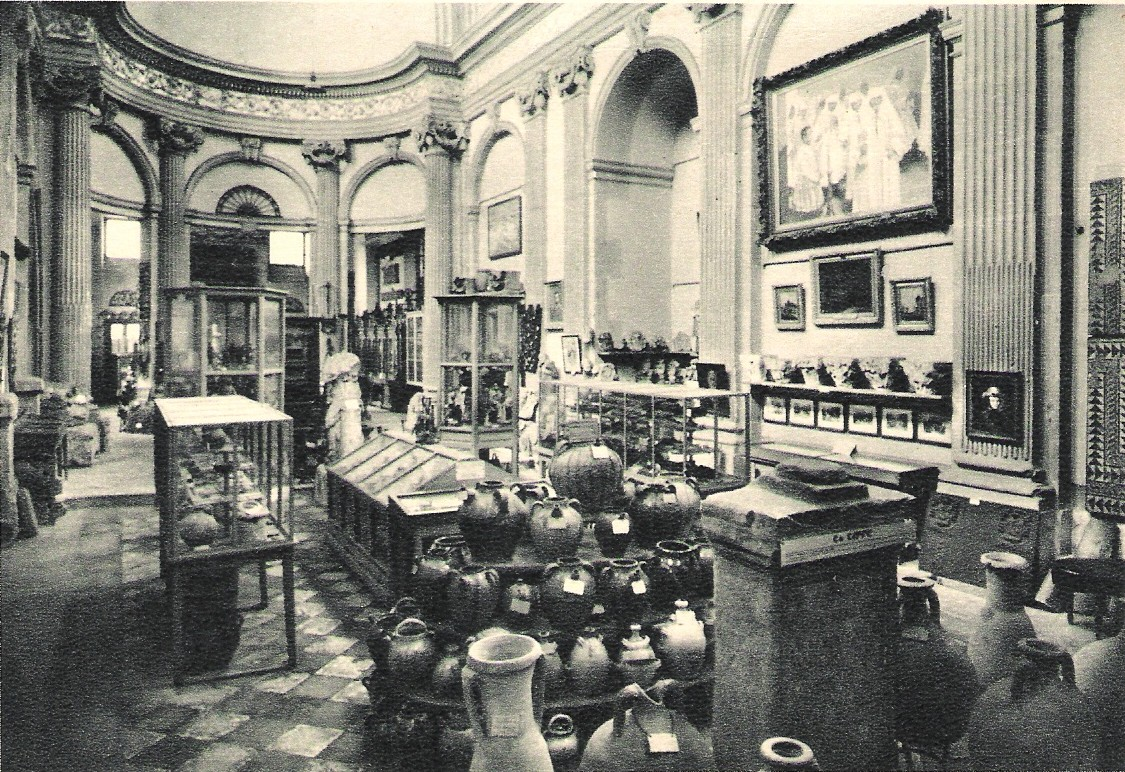
Salle de l'ancien musée dauphinois dans la chapelle Sainte-Marie-d'en-Bas. Carte postale des années 1950.

Bénie le 23 février 1786 , la  chapelle est ouverte au culte. En 1789, les religieuses quittent les bâtiments conventuels, chassées par la Révolution. 
À partir de 1792, la chapelle est réutilisée en grenier à fourrage, puis en dépôt d’artillerie par l’armée.
En 1870, la statue de Napoléon enlevée du centre de la place de la Constitution (actuelle place Verdun) y a été longtemps entreposée, avant d'être transférée à Laffrey à son emplacement actuel.
À partir de 1906, la chapelle est affectée au Musée dauphinois, avant que celui-ci ne soit transféré à l'ancien monastère Sainte-Marie-d'en-Haut en 1968.
La chapelle reste quelque temps à l’abandon avant d’être mise à la disposition d’une compagnie de théâtre. Elle reçoit dans cette optique un aménagement sommaire.
À partir de 1986, la chapelle est mise à la disposition de la Compagnie Diden Berramdane. En 1988, la chapelle est réaménagée et devient une salle de spectacles de 166 places, le théâtre Sainte-Marie-d’en-Bas.
La chapelle fait l’objet d’un classement au titre des monuments historiques depuis le 18 avril 1988.

Aujourd'hui, elle est occupée et animée par le Centre international des musiques nomades de Grenoble qui organise le festival Détours de Babel qui a lieu chaque année dans la métropole grenobloise. 

## Annexe